# Centaurea aggregate
Centaurea aggregate là một loài thực vật có hoa trong họ Cúc. Loài này được Fisch. & C.A. Mey. mô tả khoa học đầu tiên.